# Megistostigma glabratum
Megistostigma glabratum là một loài thực vật có hoa trong họ Đại kích. Loài này được (Kurz) Govaerts mô tả khoa học đầu tiên năm 2000.